# Karl von Baratti
Karl Josef von Baratti (* 2. Januar 1790 in Wald; † 10. April 1863 in Konstanz) war ein erst hohenzollerischer, dann preußischer Verwaltungsbeamter.

## Leben
Barattis Vater war Oberamtmann von Beruf. Er selbst begann seine berufliche Laufbahn als hohenzollerischer Regierungs- und Oberamtsakzessist sowie Rechtspraktikant und Kanzlist bei der Regierung Sigmaringen. Ab 1815 war er Aktuar beim Oberamt und Rentamt Wald und beim Oberamt Haigerloch. Ab 1822 war er für neun Jahre Regierungs- und Hofgerichtssekretär bei der Regierung der Hohenzollernschen Lande in Sigmaringen. Von 1831 bis 1854 war er Obervogt, Rentmeister (bis 1850) und Polizeianwalt (von 1853 bis 1854) beim Obervogteiamt Achberg. Mit der Auflösung des preußischen Obervogteiamts Achberg 1854 wurde er pensioniert.